# Barcon di Sarcedo
Barcon di Sarcedo é uma localidade situada na zona noroeste do território de Sarcedo, na Província de Vicenza, confinante com a comuna de Thiene, na Itália.
O mais notável edifício desta povoação é o complexo da Villa Franzan, uma enorme villa edificada pelos Franzani, por volta do ano de 1665, que alojou mais tarde o Seminário de Pádua.